# Copa Libertadores 2024
La Copa Libertadores 2024, denominada oficialmente Copa Conmebol Libertadores 2024, fue la sexagésima quinta edición del torneo de clubes más importante de América del Sur, organizado por la Conmebol. Participaron equipos de diez países sudamericanos: Argentina, Bolivia, Brasil, Chile, Colombia, Ecuador, Paraguay, Perú, Uruguay y Venezuela.
La final se jugó el sábado 30 de noviembre, en el Estadio Monumental de Buenos Aires, Argentina.
Botafogo de Brasil se coronó campeón de esta edición tras derrotar 3-1 en la final a su compatriota Atlético Mineiro, obteniendo así su primer título en la competición. Por ello, jugará Copa Mundial de Clubes de la FIFA 2025, la Copa Intercontinental de la FIFA 2024, la Recopa Sudamericana 2025 contra Racing Club, campeón de la Copa Sudamericana 2024, y se clasificó a la fase de grupos de la Copa Libertadores 2025.
Esta edición fue marcada por el fallecimiento de Juan Izquierdo, un futbolista de Nacional de Uruguay que colapsó durante el partido de vuelta de octavos de final contra São Paulo de Brasil a causa de una arritmia que desencadenó un paro cardíaco.Falleció el 27 de agosto de 2024, cinco días después del incidente en el Hospital Israelita Albert Einstein.

## Formato
La competencia cuenta con tres fases clasificatorias de eliminación directa, en las que participan diecinueve equipos, de los cuales cuatro lograrán la clasificación para la fase de grupos donde se sumarán a los veintiocho ya clasificados.
Los dos primeros de cada zona de la fase de grupos accederán a las cuatro fases finales (octavos y cuartos de final, semifinales y final), también de eliminación directa, hasta determinar al campeón. Además, 12 equipos serán transferidos a la Copa Sudamericana 2024 (los 4 perdedores de la fase 3 pasan a la fase de grupos de ese torneo, y los terceros de la fase de grupos lo harán en el repechaje para los octavos de final contra los segundos de la fase de grupos de esa misma competición).
|                             |                             | Equipos que entran en esta fase | Equipos que provienen de la fase anterior                                           |
| --------------------------- | --------------------------- | --- | ----------------------------------------------------------------------------------- |
| Fase 1 (6 equipos)          | Fase 1 (6 equipos)          | - 1 equipo de Bolivia, Ecuador, Paraguay, Perú, Uruguay y Venezuela |                                                                                     |
| Fase 2 (16 equipos)         | Fase 2 (16 equipos)         | - 2 equipos de Brasil, Chile y Colombia. - 1 equipo de Argentina, Bolivia, Ecuador, Paraguay, Perú, Uruguay y Venezuela                                                                                     | - 3 ganadores de la fase 1                                                          |
| Fase 3 (8 equipos)          | Fase 3 (8 equipos)          | | - 8 ganadores de la fase 2                                                          |
| Fase de grupos (32 equipos) | Fase de grupos (32 equipos) | - 5 equipos de Brasil y Argentina - 2 equipos de Chile, Colombia, Bolivia, Ecuador, Paraguay, Perú, Uruguay y Venezuela - El campeón de la Copa Libertadores 2023 - El campeón de la Copa Sudamericana 2023 | - 4 ganadores de la fase 3                                                          |
| Fases finales (16 equipos)  | Fases finales (16 equipos)  | | - 8 equipos primeros de la fase de grupos - 8 equipos segundos de la fase de grupos |

### Distribución
| Asociación                           | Cupos | Fase de grupos | Fase 3 | Fase 2 | Fase 1 |
| ------------------------------------ | ----- | -------------- | ------ | ------ | ------ |
| Brasil                               | 7     | 5              |        | 2      |        |
| Argentina                            | 6     | 5              | 1      |        |        |
| Chile                                | 4     | 2              | 2      |        |        |
| Colombia                             | 4     | 2              | 2      |        |        |
| Bolivia                              | 4     | 2              | 1      | 1      |        |
| Ecuador                              | 4     | 2              | 1      | 1      |        |
| Paraguay                             | 4     | 2              | 1      | 1      |        |
| Perú                                 | 4     | 2              | 1      | 1      |        |
| Uruguay                              | 4     | 2              | 1      | 1      |        |
| Venezuela                            | 4     | 2              | 1      | 1      |        |
| Campeón de la Copa Libertadores 2023 | 1     | 1              |        |        |        |
| Campeón de la Copa Sudamericana 2023 | 1     | 1              |        |        |        |
| Fase anterior                        | –     | 4              | 8      | 3      |        |
| Total                                | 47    | 32             | 8      | 16     | 6      |

### Calendario
El calendario de partidos fue anunciado el 30 de noviembre de 2023.
| Fase         | Ronda            | Fecha de sorteo         | Ida                 | Vuelta              |
| ------------ | ---------------- | ----------------------- | ------------------- | ------------------- |
| Preliminar   | Fase 1           | 19 de diciembre de 2023 | 6–8 de febrero      | 13–15 de febrero    |
| Preliminar   | Fase 2           | 19 de diciembre de 2023 | 20–22 de febrero    | 27–29 de febrero    |
| Preliminar   | Fase 3           | 19 de diciembre de 2023 | 5–7 de marzo        | 12–14 de marzo      |
| Grupos       | Fecha 1          | 18 de marzo             | 2–4 de abril        | 2–4 de abril        |
| Grupos       | Fecha 2          | 18 de marzo             | 9–11 de abril       | 9–11 de abril       |
| Grupos       | Fecha 3          | 18 de marzo             | 23–25 de abril      | 23–25 de abril      |
| Grupos       | Fecha 4          | 18 de marzo             | 7–9 de mayo         | 7–9 de mayo         |
| Grupos       | Fecha 5          | 18 de marzo             | 14–16 de mayo       | 14–16 de mayo       |
| Grupos       | Fecha 6          | 18 de marzo             | 28–30 de mayo       | 28–30 de mayo       |
| Eliminatoria | Octavos de final | 3 de junio              | 13–15 de agosto     | 20–22 de agosto     |
| Eliminatoria | Cuartos de final | 3 de junio              | 17–19 de septiembre | 24–26 de septiembre |
| Eliminatoria | Semifinales      | 3 de junio              | 22–24 de octubre    | 29–31 de octubre    |
| Eliminatoria | Final            | 3 de junio              | 30 de noviembre     | 30 de noviembre     |

## Sede de la final
El 13 de febrero, la Asociación del Fútbol Argentino anunció mediante un comunicado oficialque, tras la aprobación del Consejo de la Conmebol, la Dirección de Competiciones y Operaciones confirmaba a la Ciudad de Buenos Aires como sede de la final de la Copa Libertadores 2024. El 4 de octubre, se confirmó al estadio Monumental del Club Atlético River Plate como el recinto que albergará el encuentro decisivo.
| Argentina                    |                |
| Ciudad                       | Estadio        |
| Buenos Aires                 | Mâs Monumental |
|                              |                |
| 84 567 espectadores          |                |
| Final Copa Libertadores 2024 |                |

## Participantes
| País                                                      | Equipo                                                                              | Vía de clasificación |
| --------------------------------------------------------- | ----------------------------------------------------------------------------------- | --- |
| Argentina 6 cupos                                         | River Plate Rosario Central Estudiantes (LP) Talleres (C) San Lorenzo Godoy Cruz    | Campeón de la Liga Profesional 2023 Campeón de la Copa de la Liga Profesional 2023 Campeón de la Copa Argentina 2023 1.er ubicado en la tabla general de la temporada 2023 2.º ubicado en la tabla general de la temporada 2023 3.er ubicado en la tabla general de la temporada 2023                                                                                      |
| Bolivia 4 cupos                                           | The Strongest Bolívar Always Ready Aurora                                           | Campeón de la Primera División de Bolivia 2023 1.er ubicado de la tabla acumulada de la Primera División de Bolivia 2023 2.º ubicado de la tabla acumulada de la Primera División de Bolivia 2023 3.er ubicado de la tabla acumulada de la Primera División de Bolivia 2023                                                                                                |
| Brasil 7 cupos + campeón vigente de la Copa Libertadores  | Fluminense São Paulo Palmeiras Grêmio Atlético Mineiro Flamengo Botafogo Bragantino | Campeón de la Copa Libertadores 2023 Campeón de la Copa de Brasil 2023 Campeón del Campeonato Brasileño Serie A 2023 Subcampeón del Campeonato Brasileño Serie A 2023 3.er puesto del Campeonato Brasileño Serie A 2023 4.º puesto del Campeonato Brasileño Serie A 2023 5.º puesto del Campeonato Brasileño Serie A 2023 6.º puesto del Campeonato Brasileño Serie A 2023 |
| Chile 4 cupos                                             | Huachipato Cobresal Colo-Colo Palestino                                             | Campeón de la Primera División de Chile 2023 Subcampeón de la Primera División de Chile 2023 3.er puesto de la Primera División de Chile 2023 4.º puesto de la Primera División de Chile 2023 |
| Colombia 4 cupos                                          | Millonarios Junior Águilas Doradas Atlético Nacional                                | Campeón del Torneo Apertura 2023 Campeón del Torneo Finalización 2023 1.er ubicado de la tabla de reclasificación de la Categoría Primera A 2023 Campeón de la Copa Colombia 2023 |
| Ecuador 4 cupos + campeón vigente de la Copa Sudamericana | Liga de Quito Independiente del Valle Barcelona El Nacional Aucas                   | Campeón de la Copa Sudamericana 2023 Subcampeón de la Serie A de Ecuador 2023 1.er ubicado de la tabla acumulada de la Serie A de Ecuador 2023 2.º ubicado de la tabla acumulada de la Serie A de Ecuador 2023 3.er ubicado de la tabla acumulada de la Serie A de Ecuador 2023                                                                                            |
| Paraguay 4 cupos                                          | Libertad Cerro Porteño Sportivo Trinidense Nacional                                 | Campeón del Torneo Apertura 2023 y Torneo Clausura 2023 2.º puesto de la tabla acumulada de la Primera División de Paraguay 2023 3.er puesto de la tabla acumulada de la Primera División de Paraguay 2023 3.er puesto de la Copa Paraguay 2023 |
| Perú 4 cupos                                              | Universitario Alianza Lima Sporting Cristal Melgar                                  | Campeón de la Liga1 de Perú 2023 Subcampeón de la Liga1 de Perú 2023 3.er puesto de la tabla acumulada de la Liga1 de Perú 2023 4.º puesto de la tabla acumulada de la Liga1 de Perú 2023 |
| Uruguay 4 cupos                                           | Liverpool Peñarol Nacional Defensor Sporting                                        | Campeón del Campeonato Uruguayo de Primera División 2023 Subcampeón del Campeonato Uruguayo de Primera División 2023 1.er ubicado en la tabla anual no finalista del Campeonato Uruguayo de Primera División 2023 2.º ubicado en la tabla anual no finalista del Campeonato Uruguayo de Primera División 2023                                                              |
| Venezuela 4 cupos                                         | Deportivo Táchira Caracas Portuguesa Academia Puerto Cabello                        | Campeón de la Primera División de Venezuela 2023 Subcampeón de la Primera División de Venezuela 2023 3.er puesto de la Primera División de Venezuela 2023 4.º puesto de la Primera División de Venezuela 2023 |

### Distribución geográfica de los equipos
Distribución geográfica de las sedes de los equipos participantes:

## Sorteo

### Fase preliminar
El sorteo de la Fase preliminar se realizó el 19 de diciembre de 2023, a las 12:00 (UTC-3), en la sede de la Conmebol, ubicada en la ciudad de Luque, Paraguay. Ese mismo día, se sortearon los cruces de la primera fase de la Copa Sudamericana 2024. No se podían emparejar equipos de un mismo país, excepto si ese equipo venía de las fases anteriores.

#### Fase 1
| Bombo 1                                                | Bombo 2                                                     |
| ------------------------------------------------------ | ----------------------------------------------------------- |
| - Melgar (44) - Defensor Sporting (66) - Nacional (84) | - Aucas (88) - Academia Puerto Cabello (162) - Aurora (243) |

#### Fase 2
| Bombo 1 | Bombo 2 |
| --- | --- |
| - Nacional (5) - Atlético Nacional (21) - Colo-Colo (26) - Sporting Cristal (34) - Bragantino (41) - Botafogo (49) - Palestino (62) - El Nacional (68) | - Godoy Cruz (72) - Always Ready (74) - Portuguesa (119) - Águilas Doradas (187) - Sportivo Trinidense (–) - Ganador E1 - Ganador E2 - Ganador E3 |

### Fase de grupos
El sorteo de la fase de grupos se realizó el lunes 18 de marzo de 2024, junto con el sorteo de la fase de grupos de la Copa Sudamericana 2024.
Los bombos fueron distribuidos según el ranking Conmebol al 18 de diciembre de 2023. Dos equipos de un mismo país no podían compartir el mismo grupo, a excepción de que uno de ellos provenía de la fase preliminar. Además, es la primera vez en la historia de la Copa Libertadores de América que Chile tiene a sus 4 equipos clasificados en la fase de grupos del certamen, luego de que Colo-Colo y Palestino superaran la fase previa.
| Bombo 1 | Bombo 2 | Bombo 3 | Bombo 4 |
| --- | --- | --- | --- |
| - Fluminense (12) - Palmeiras (1) - River Plate (2) - Flamengo (4) - Grêmio (7) - Peñarol (8) - São Paulo (9) - Liga de Quito (13) | - Atlético Mineiro (14) - Independiente del Valle (16) - Libertad (17) - Cerro Porteño (19) - Estudiantes (LP) (23) - Barcelona (24) - Bolívar (27) - Junior (31) | - San Lorenzo (32) - The Strongest (38) - Universitario (42) - Deportivo Táchira (47) - Rosario Central (50) - Alianza Lima (52) - Millonarios (54) - Talleres (C) (58) | - Caracas (59) - Liverpool (103) - Huachipato (105) - Cobresal (154) - Botafogo (49) - Palestino (62) - Nacional (5) - Colo-Colo (26) |

## Fase preliminar

### Cuadros de desarrollo
Nota: En cada cruce, el equipo que ocupa la primera línea es el que definió la serie como local.

#### Llave 1
|  | Fase 1            | Fase 1            | Fase 1            | Fase 1            | Fase 1            |       |       | Fase 2              | Fase 2              | Fase 2              | Fase 2              | Fase 2              |   |  | Fase 3          | Fase 3          | Fase 3          | Fase 3          | Fase 3          |  |
|  | 7 y 14 de febrero | 7 y 14 de febrero | 7 y 14 de febrero | 7 y 14 de febrero | 7 y 14 de febrero |       |       | 20 al 28 de febrero | 20 al 28 de febrero | 20 al 28 de febrero | 20 al 28 de febrero | 20 al 28 de febrero |   |  | 6 y 13 de marzo | 6 y 13 de marzo | 6 y 13 de marzo | 6 y 13 de marzo | 6 y 13 de marzo |  |
|  |                   |                   |                   |                   |                   |       |       |                     |                     |                     |                     |                     |   |  |                 |                 |                 |                 |                 |  |
|  |                   |                   |                   |                   |                   |       |       |                     |                     |                     |                     |                     |   |  |                 |                 |                 |                 |                 |  |
|  |                   |                   |                   |                   |                   |       |       |                     |                     |                     |                     |                     |   |  |                 |                 |                 |                 |                 |  |
|  |                   |                   |                   |                   |                   |       |       |                     |                     |                     |                     |                     |   |  |                 |                 |                 |                 |                 |  |
|  |                   |                   |                   |                   |                   |       |       |                     |                     |                     |                     |                     |   |  |                 |                 |                 |                 |                 |  |
|  |                   | Bragantino        | Bragantino        | 0                 | 0                 | 0 (4) |       |                     |                     |                     |                     |                     |   |  |                 |                 |                 |                 |                 |  |
|  |                   |                   |                   |                   |                   | 0 (4) |       |                     |                     |                     |                     |                     |   |  |                 |                 |                 |                 |                 |  |
|  |                   |                   | Águilas Doradas   | Águilas Doradas   | 0                 | 0     | 0 (3) |                     |                     |                     |                     |                     |   |  |                 |                 |                 |                 |                 |  |
|  |                   |                   | Águilas Doradas   | Águilas Doradas   | 0                 | 0     | 0 (3) |                     |                     |                     |                     |                     |   |  |                 |                 |                 |                 |                 |  |
|  |                   |                   |                   |                   |                   |       |       |                     |                     |                     |                     |                     |   |  |                 |                 |                 |                 |                 |  |
|  |                   |                   |                   |                   |                   |       |       |                     |                     |                     |                     |                     |   |  |                 |                 |                 |                 |                 |  |
|  |                   |                   |                   |                   |                   |       |       |                     | Bragantino          | Bragantino          | 1                   | 1                   | 2 |  |                 |                 |                 |                 |                 |  |
|  |                   |                   |                   |                   |                   |       |       |                     |                     |                     |                     |                     | 2 |  |                 |                 |                 |                 |                 |  |
|  |                   |                   | Botafogo          | Botafogo          | 2                 | 1     | 3     |                     |                     |                     |                     |                     |   |  |                 |                 |                 |                 |                 |  |
|  |                   |                   | Botafogo          | Botafogo          | 2                 | 1     | 3     |                     |                     |                     |                     |                     |   |  |                 |                 |                 |                 |                 |  |
|  |                   |                   |                   |                   |                   |       |       |                     |                     |                     |                     |                     |   |  |                 |                 |                 |                 |                 |  |
|  |                   |                   |                   |                   |                   |       |       |                     |                     |                     |                     |                     |   |  |                 |                 |                 |                 |                 |  |
|  |                   | Botafogo          | Botafogo          | 1                 | 6                 | 7     |       |                     |                     |                     |                     |                     |   |  |                 |                 |                 |                 |                 |  |
|  |                   |                   |                   |                   |                   | 7     |       |                     |                     |                     |                     |                     |   |  |                 |                 |                 |                 |                 |  |
|  |                   |                   | Aurora            | Aurora            | 1                 | 0     | 1     |                     |                     |                     |                     |                     |   |  |                 |                 |                 |                 |                 |  |
|  | Melgar            | Melgar            | Aurora            | Aurora            | 1                 | 0     | 1     | 0                   | 1                   | 1                   |                     |                     |   |  |                 |                 |                 |                 |                 |  |
|  | Melgar            | Melgar            |                   |                   |                   |       |       |                     |                     | 1                   |                     |                     |   |  |                 |                 |                 |                 |                 |  |
|  | Aurora            | Aurora            | 1                 | 1                 | 2                 |       |       |                     |                     |                     |                     |                     |   |  |                 |                 |                 |                 |                 |  |
|  | Aurora            | Aurora            | 1                 | 1                 | 2                 |       |       |                     |                     |                     |                     |                     |   |  |                 |                 |                 |                 |                 |  |
|  |                   |                   |                   |                   |                   |       |       |                     |                     |                     |                     |                     |   |  |                 |                 |                 |                 |                 |  |

#### Llave 2
|  | Fase 1            | Fase 1            | Fase 1            | Fase 1            | Fase 1            |   |       | Fase 2              | Fase 2              | Fase 2              | Fase 2              | Fase 2              |       |  | Fase 3          | Fase 3          | Fase 3          | Fase 3          | Fase 3          |  |
|  | 8 y 15 de febrero | 8 y 15 de febrero | 8 y 15 de febrero | 8 y 15 de febrero | 8 y 15 de febrero |   |       | 20 al 28 de febrero | 20 al 28 de febrero | 20 al 28 de febrero | 20 al 28 de febrero | 20 al 28 de febrero |       |  | 6 y 12 de marzo | 6 y 12 de marzo | 6 y 12 de marzo | 6 y 12 de marzo | 6 y 12 de marzo |  |
|  |                   |                   |                   |                   |                   |   |       |                     |                     |                     |                     |                     |       |  |                 |                 |                 |                 |                 |  |
|  |                   |                   |                   |                   |                   |   |       |                     |                     |                     |                     |                     |       |  |                 |                 |                 |                 |                 |  |
|  |                   |                   |                   |                   |                   |   |       |                     |                     |                     |                     |                     |       |  |                 |                 |                 |                 |                 |  |
|  |                   |                   |                   |                   |                   |   |       |                     |                     |                     |                     |                     |       |  |                 |                 |                 |                 |                 |  |
|  |                   |                   |                   |                   |                   |   |       |                     |                     |                     |                     |                     |       |  |                 |                 |                 |                 |                 |  |
|  |                   | Palestino         | Palestino         | 2                 | 2                 | 4 |       |                     |                     |                     |                     |                     |       |  |                 |                 |                 |                 |                 |  |
|  |                   |                   |                   |                   |                   | 4 |       |                     |                     |                     |                     |                     |       |  |                 |                 |                 |                 |                 |  |
|  |                   |                   | Portuguesa        | Portuguesa        | 1                 | 1 | 2     |                     |                     |                     |                     |                     |       |  |                 |                 |                 |                 |                 |  |
|  |                   |                   | Portuguesa        | Portuguesa        | 1                 | 1 | 2     |                     |                     |                     |                     |                     |       |  |                 |                 |                 |                 |                 |  |
|  |                   |                   |                   |                   |                   |   |       |                     |                     |                     |                     |                     |       |  |                 |                 |                 |                 |                 |  |
|  |                   |                   |                   |                   |                   |   |       |                     |                     |                     |                     |                     |       |  |                 |                 |                 |                 |                 |  |
|  |                   |                   |                   |                   |                   |   |       |                     | Palestino           | Palestino           | 2                   | 1                   | 3 (3) |  |                 |                 |                 |                 |                 |  |
|  |                   |                   |                   |                   |                   |   |       |                     |                     |                     |                     |                     | 3 (3) |  |                 |                 |                 |                 |                 |  |
|  |                   |                   | Nacional          | Nacional          | 0                 | 3 | 3 (1) |                     |                     |                     |                     |                     |       |  |                 |                 |                 |                 |                 |  |
|  |                   |                   | Nacional          | Nacional          | 0                 | 3 | 3 (1) |                     |                     |                     |                     |                     |       |  |                 |                 |                 |                 |                 |  |
|  |                   |                   |                   |                   |                   |   |       |                     |                     |                     |                     |                     |       |  |                 |                 |                 |                 |                 |  |
|  |                   |                   |                   |                   |                   |   |       |                     |                     |                     |                     |                     |       |  |                 |                 |                 |                 |                 |  |
|  |                   | Atlético Nacional | Atlético Nacional | 0                 | 0                 | 0 |       |                     |                     |                     |                     |                     |       |  |                 |                 |                 |                 |                 |  |
|  |                   |                   |                   |                   |                   | 0 |       |                     |                     |                     |                     |                     |       |  |                 |                 |                 |                 |                 |  |
|  |                   |                   | Nacional          | Nacional          | 1                 | 3 | 4     |                     |                     |                     |                     |                     |       |  |                 |                 |                 |                 |                 |  |
|  | Nacional          | Nacional          | Nacional          | Nacional          | 1                 | 3 | 4     | 0                   | 3                   | 3                   |                     |                     |       |  |                 |                 |                 |                 |                 |  |
|  | Nacional          | Nacional          |                   |                   |                   |   |       |                     |                     | 3                   |                     |                     |       |  |                 |                 |                 |                 |                 |  |
|  | Aucas             | Aucas             | 1                 | 0                 | 1                 |   |       |                     |                     |                     |                     |                     |       |  |                 |                 |                 |                 |                 |  |
|  | Aucas             | Aucas             | 1                 | 0                 | 1                 |   |       |                     |                     |                     |                     |                     |       |  |                 |                 |                 |                 |                 |  |
|  |                   |                   |                   |                   |                   |   |       |                     |                     |                     |                     |                     |       |  |                 |                 |                 |                 |                 |  |

#### Llave 3
|  | Fase 1            | Fase 1            | Fase 1            | Fase 1            | Fase 1            |   |       | Fase 2              | Fase 2              | Fase 2              | Fase 2              | Fase 2              |  |          | Fase 3          | Fase 3          | Fase 3          | Fase 3          | Fase 3          |  |
|  | 6 y 13 de febrero | 6 y 13 de febrero | 6 y 13 de febrero | 6 y 13 de febrero | 6 y 13 de febrero |   |       | 20 al 28 de febrero | 20 al 28 de febrero | 20 al 28 de febrero | 20 al 28 de febrero | 20 al 28 de febrero |  |          | 6 y 14 de marzo | 6 y 14 de marzo | 6 y 14 de marzo | 6 y 14 de marzo | 6 y 14 de marzo |  |
|  |                   |                   |                   |                   |                   |   |       |                     |                     |                     |                     |                     |  |          |                 |                 |                 |                 |                 |  |
|  |                   |                   |                   |                   |                   |   |       |                     |                     |                     |                     |                     |  |          |                 |                 |                 |                 |                 |  |
|  |                   |                   |                   |                   |                   |   |       |                     |                     |                     |                     |                     |  |          |                 |                 |                 |                 |                 |  |
|  |                   |                   |                   |                   |                   |   |       |                     |                     |                     |                     |                     |  |          |                 |                 |                 |                 |                 |  |
|  |                   |                   |                   |                   |                   |   |       |                     |                     |                     |                     |                     |  |          |                 |                 |                 |                 |                 |  |
|  |                   | Nacional          | Nacional          | 2                 | 2                 | 4 |       |                     |                     |                     |                     |                     |  |          |                 |                 |                 |                 |                 |  |
|  |                   |                   |                   |                   |                   | 4 |       |                     |                     |                     |                     |                     |  |          |                 |                 |                 |                 |                 |  |
|  |                   |                   | Puerto Cabello    | Puerto Cabello    | 0                 | 0 | 0     |                     |                     |                     |                     |                     |  |          |                 |                 |                 |                 |                 |  |
|  | Defensor Sporting | Defensor Sporting | Puerto Cabello    | Puerto Cabello    | 0                 | 0 | 0     | 2                   | 1                   | 3 (2)               |                     |                     |  |          |                 |                 |                 |                 |                 |  |
|  | Defensor Sporting | Defensor Sporting |                   |                   |                   |   |       |                     |                     | 3 (2)               |                     |                     |  |          |                 |                 |                 |                 |                 |  |
|  | Puerto Cabello    | Puerto Cabello    | 3                 | 0                 | 3 (4)             |   |       |                     |                     |                     |                     |                     |  |          |                 |                 |                 |                 |                 |  |
|  | Puerto Cabello    | Puerto Cabello    | 3                 | 0                 | 3 (4)             |   |       |                     |                     |                     |                     |                     |  | Nacional | Nacional        | 0               | 2               | 2 (5)           |                 |  |
|  |                   |                   |                   |                   |                   |   |       |                     |                     |                     |                     |                     |  | Nacional | Nacional        | 0               | 2               | 2 (5)           |                 |  |
|  |                   |                   | Always Ready      | Always Ready      | 1                 | 1 | 2 (4) |                     |                     |                     |                     |                     |  |          |                 |                 |                 |                 |                 |  |
|  |                   |                   | Always Ready      | Always Ready      | 1                 | 1 | 2 (4) |                     |                     |                     |                     |                     |  |          |                 |                 |                 |                 |                 |  |
|  |                   |                   |                   |                   |                   |   |       |                     |                     |                     |                     |                     |  |          |                 |                 |                 |                 |                 |  |
|  |                   |                   |                   |                   |                   |   |       |                     |                     |                     |                     |                     |  |          |                 |                 |                 |                 |                 |  |
|  |                   | Sporting Cristal  | Sporting Cristal  | 1                 | 3                 | 4 |       |                     |                     |                     |                     |                     |  |          |                 |                 |                 |                 |                 |  |
|  |                   |                   |                   |                   |                   | 4 |       |                     |                     |                     |                     |                     |  |          |                 |                 |                 |                 |                 |  |
|  |                   |                   | Always Ready      | Always Ready      | 6                 | 1 | 7     |                     |                     |                     |                     |                     |  |          |                 |                 |                 |                 |                 |  |
|  |                   |                   | Always Ready      | Always Ready      | 6                 | 1 | 7     |                     |                     |                     |                     |                     |  |          |                 |                 |                 |                 |                 |  |
|  |                   |                   |                   |                   |                   |   |       |                     |                     |                     |                     |                     |  |          |                 |                 |                 |                 |                 |  |
|  |                   |                   |                   |                   |                   |   |       |                     |                     |                     |                     |                     |  |          |                 |                 |                 |                 |                 |  |
|  |                   |                   |                   |                   |                   |   |       |                     |                     |                     |                     |                     |  |          |                 |                 |                 |                 |                 |  |
|  |                   |                   |                   |                   |                   |   |       |                     |                     |                     |                     |                     |  |          |                 |                 |                 |                 |                 |  |

#### Llave 4
|  | Fase 2              | Fase 2              | Fase 2              | Fase 2              | Fase 2             |   |           | Fase 3          | Fase 3          | Fase 3          | Fase 3          | Fase 3          |  |
|  | 22 y 29 de febrero  | 22 y 29 de febrero  | 22 y 29 de febrero  | 22 y 29 de febrero  | 22 y 29 de febrero |   |           | 6 y 13 de marzo | 6 y 13 de marzo | 6 y 13 de marzo | 6 y 13 de marzo | 6 y 13 de marzo |  |
|  |                     |                     |                     |                     |                    |   |           |                 |                 |                 |                 |                 |  |
|  |                     |                     |                     |                     |                    |   |           |                 |                 |                 |                 |                 |  |
|  | Colo-Colo           | Colo-Colo           | 1                   | 0                   | 1                  |   |           |                 |                 |                 |                 |                 |  |
|  | Colo-Colo           | Colo-Colo           | 1                   | 0                   | 1                  |   |           |                 |                 |                 |                 |                 |  |
|  | Godoy Cruz          | Godoy Cruz          | 0                   | 0                   | 0                  |   |           |                 |                 |                 |                 |                 |  |
|  | Godoy Cruz          | Godoy Cruz          | 0                   | 0                   | 0                  |   | Colo-Colo | Colo-Colo       | 1               | 2               | 3               |                 |  |
|  |                     |                     |                     |                     |                    |   | Colo-Colo | Colo-Colo       | 1               | 2               | 3               |                 |  |
|  |                     |                     | Sportivo Trinidense | Sportivo Trinidense | 1                  | 1 | 2         |                 |                 |                 |                 |                 |  |
|  | El Nacional         | El Nacional         | Sportivo Trinidense | Sportivo Trinidense | 1                  | 1 | 2         | 1               | 0               | 1               |                 |                 |  |
|  | El Nacional         | El Nacional         |                     |                     |                    |   |           | 1               | 0               | 1               |                 |                 |  |
|  | Sportivo Trinidense | Sportivo Trinidense | 1                   | 1                   | 2                  |   |           |                 |                 |                 |                 |                 |  |
|  | Sportivo Trinidense | Sportivo Trinidense | 1                   | 1                   | 2                  |   |           |                 |                 |                 |                 |                 |  |
|  |                     |                     |                     |                     |                    |   |           |                 |                 |                 |                 |                 |  |

### Fase 1
| Fechas            | Local en la ida         | Global    | Local en la vuelta | Ida | Vuelta | Llave |
| ----------------- | ----------------------- | --------- | ------------------ | --- | ------ | ----- |
| 6 y 13 de febrero | Academia Puerto Cabello | 3:3 (4:2) | Defensor Sporting  | 3:2 | 0:1    | E1    |
| 7 y 14 de febrero | Aurora                  | 2:1       | Melgar             | 1:0 | 1:1    | E2    |
| 8 y 15 de febrero | Aucas                   | 1:3       | Nacional           | 1:0 | 0:3    | E3    |

### Fase 2
| Fechas             | Local en la ida         | Global    | Local en la vuelta | Ida | Vuelta | Llave |
| ------------------ | ----------------------- | --------- | ------------------ | --- | ------ | ----- |
| 20 y 27 de febrero | Águilas Doradas         | 0:0 (3:4) | Bragantino         | 0:0 | 0:0    | C1    |
| 21 y 28 de febrero | Nacional                | 4:0       | Atlético Nacional  | 1:0 | 3:0    | C2    |
| 20 y 27 de febrero | Always Ready            | 7:4       | Sporting Cristal   | 6:1 | 1:3    | C3    |
| 22 y 29 de febrero | Godoy Cruz              | 0:1       | Colo-Colo          | 0:1 | 0:0    | C4    |
| 22 y 29 de febrero | Sportivo Trinidense     | 2:1       | El Nacional        | 1:1 | 1:0    | C5    |
| 21 y 28 de febrero | Academia Puerto Cabello | 0:4       | Nacional           | 0:2 | 0:2    | C6    |
| 20 y 27 de febrero | Portuguesa              | 2:4       | Palestino          | 1:2 | 1:2    | C7    |
| 21 y 28 de febrero | Aurora                  | 1:7       | Botafogo           | 1:1 | 0:6    | C8    |

### Fase 3
| Fechas          | Local en la ida     | Global    | Local en la vuelta | Ida | Vuelta | Llave |
| --------------- | ------------------- | --------- | ------------------ | --- | ------ | ----- |
| 6 y 13 de marzo | Botafogo            | 3:2       | Bragantino         | 2:1 | 1:1    | G1    |
| 5 y 12 de marzo | Nacional            | 3:3 (1:3) | Palestino          | 0:2 | 3:1    | G2    |
| 7 y 14 de marzo | Always Ready        | 2:2 (4:5) | Nacional           | 1:0 | 1:2    | G3    |
| 6 y 13 de marzo | Sportivo Trinidense | 2:3       | Colo-Colo          | 1:1 | 1:2    | G4    |

- La localía se determinó mediante el ranking Conmebol al 18 de diciembre de 2023, siendo local en la vuelta el mejor ubicado.
- Nota: Los cuatro perdedores de esta fase fueron transferidos a la fase de grupos de la Copa Sudamericana 2024.

## Fase de grupos
Los participantes se distribuyeron en ocho grupos de cuatro equipos cada uno. Los dos primeros de cada uno de ellos pasaron a los octavos de final, y los terceros fueron transferidos a igual instancia de la Copa Sudamericana 2024.
Criterios de desempate:
1. Puntos obtenidos.
2. Diferencia de goles.
3. Mayor cantidad de goles marcados.
4. Mayor cantidad de goles marcados como visitante.
5. Ubicación en el ranking Conmebol.

|  | Equipos clasificados para los octavos de final.                           |
|  | Equipos transferidos a los octavos de final de la Copa Sudamericana 2024. |

### Grupo A
| Equipo        | Pts. | PJ | PG | PE | PP | GF | GC | DG | GV |
| ------------- | ---- | -- | -- | -- | -- | -- | -- | -- | -- |
| Fluminense    | 14   | 6  | 4  | 2  | 0  | 9  | 5  | 4  |    |
| Colo-Colo     | 6    | 6  | 1  | 3  | 2  | 4  | 5  | −1 | 3  |
| Cerro Porteño | 6    | 6  | 1  | 3  | 2  | 4  | 5  | −1 | 2  |
| Alianza Lima  | 4    | 6  | 0  | 4  | 2  | 5  | 7  | −2 |    |

| \| Fecha \| Lugar \| Local \| Resultado \| Visitante \| \| ----------- \| -------------- \| ------------- \| --------- \| ------------- \| \| 3 de abril \| Lima \| Alianza Lima \| 1:1 \| Fluminense \| \| 3 de abril \| Santiago \| Colo-Colo \| 1:0 \| Cerro Porteño \| \| 9 de abril \| Río de Janeiro \| Fluminense \| 2:1 \| Colo-Colo \| \| 10 de abril \| Asunción \| Cerro Porteño \| 1:0 \| Alianza Lima \| \| 23 de abril \| Santiago \| Colo-Colo \| 0:0 \| Alianza Lima \| \| 25 de abril \| Asunción \| Cerro Porteño \| 0:0 \| Fluminense \| \| 8 de mayo \| Lima \| Alianza Lima \| 1:1 \| Cerro Porteño \| \| 9 de mayo \| Santiago \| Colo-Colo \| 0:1 \| Fluminense \| \| 15 de mayo \| Lima \| Alianza Lima \| 1:1 \| Colo-Colo \| \| 16 de mayo \| Río de Janeiro \| Fluminense \| 2:1 \| Cerro Porteño \| \| 29 de mayo \| Asunción \| Cerro Porteño \| 1:1 \| Colo-Colo \| \| 29 de mayo \| Río de Janeiro \| Fluminense \| 3:2 \| Alianza Lima \| |                |               |           |               |
| Fecha | Lugar          | Local         | Resultado | Visitante     |
| 3 de abril | Lima           | Alianza Lima  | 1:1       | Fluminense    |
| 3 de abril | Santiago       | Colo-Colo     | 1:0       | Cerro Porteño |
| 9 de abril | Río de Janeiro | Fluminense    | 2:1       | Colo-Colo     |
| 10 de abril | Asunción       | Cerro Porteño | 1:0       | Alianza Lima  |
| 23 de abril | Santiago       | Colo-Colo     | 0:0       | Alianza Lima  |
| 25 de abril | Asunción       | Cerro Porteño | 0:0       | Fluminense    |
| 8 de mayo | Lima           | Alianza Lima  | 1:1       | Cerro Porteño |
| 9 de mayo | Santiago       | Colo-Colo     | 0:1       | Fluminense    |
| 15 de mayo | Lima           | Alianza Lima  | 1:1       | Colo-Colo     |
| 16 de mayo | Río de Janeiro | Fluminense    | 2:1       | Cerro Porteño |
| 29 de mayo | Asunción       | Cerro Porteño | 1:1       | Colo-Colo     |
| 29 de mayo | Río de Janeiro | Fluminense    | 3:2       | Alianza Lima  |

### Grupo B
| Equipo       | Pts. | PJ | PG | PE | PP | GF | GC | DG |
| ------------ | ---- | -- | -- | -- | -- | -- | -- | -- |
| São Paulo    | 13   | 6  | 4  | 1  | 1  | 10 | 3  | 7  |
| Talleres (C) | 13   | 6  | 4  | 1  | 1  | 10 | 6  | 4  |
| Barcelona    | 6    | 6  | 1  | 3  | 2  | 6  | 9  | −3 |
| Cobresal     | 1    | 6  | 0  | 1  | 5  | 3  | 11 | −8 |

| \| Fecha \| Lugar \| Local \| Resultado \| Visitante \| \| ----------- \| --------- \| ------------ \| --------- \| ------------ \| \| 2 de abril \| Calama \| Cobresal \| 1:1 \| Barcelona \| \| 4 de abril \| Córdoba \| Talleres (C) \| 2:1 \| São Paulo \| \| 10 de abril \| Guayaquil \| Barcelona \| 2:2 \| Talleres (C) \| \| 10 de abril \| São Paulo \| São Paulo \| 2:0 \| Cobresal \| \| 25 de abril \| Calama \| Cobresal \| 0:2 \| Talleres (C) \| \| 25 de abril \| Guayaquil \| Barcelona \| 0:2 \| São Paulo \| \| 8 de mayo \| Córdoba \| Talleres (C) \| 3:1 \| Barcelona \| \| 8 de mayo \| Calama \| Cobresal \| 1:3 \| São Paulo \| \| 14 de mayo \| Córdoba \| Talleres (C) \| 1:0 \| Cobresal \| \| 16 de mayo \| São Paulo \| São Paulo \| 0:0 \| Barcelona \| \| 29 de mayo \| Guayaquil \| Barcelona \| 2:1 \| Cobresal \| \| 29 de mayo \| São Paulo \| São Paulo \| 2:0 \| Talleres (C) \| |           |              |           |              |
| Fecha | Lugar     | Local        | Resultado | Visitante    |
| 2 de abril | Calama    | Cobresal     | 1:1       | Barcelona    |
| 4 de abril | Córdoba   | Talleres (C) | 2:1       | São Paulo    |
| 10 de abril | Guayaquil | Barcelona    | 2:2       | Talleres (C) |
| 10 de abril | São Paulo | São Paulo    | 2:0       | Cobresal     |
| 25 de abril | Calama    | Cobresal     | 0:2       | Talleres (C) |
| 25 de abril | Guayaquil | Barcelona    | 0:2       | São Paulo    |
| 8 de mayo | Córdoba   | Talleres (C) | 3:1       | Barcelona    |
| 8 de mayo | Calama    | Cobresal     | 1:3       | São Paulo    |
| 14 de mayo | Córdoba   | Talleres (C) | 1:0       | Cobresal     |
| 16 de mayo | São Paulo | São Paulo    | 0:0       | Barcelona    |
| 29 de mayo | Guayaquil | Barcelona    | 2:1       | Cobresal     |
| 29 de mayo | São Paulo | São Paulo    | 2:0       | Talleres (C) |

### Grupo C
| Equipo           | Pts. | PJ | PG | PE | PP | GF | GC | DG |
| ---------------- | ---- | -- | -- | -- | -- | -- | -- | -- |
| The Strongest    | 10   | 6  | 3  | 1  | 2  | 8  | 6  | 2  |
| Grêmio           | 10   | 6  | 3  | 1  | 2  | 7  | 5  | 2  |
| Huachipato       | 8    | 6  | 2  | 2  | 2  | 7  | 9  | −2 |
| Estudiantes (LP) | 5    | 6  | 1  | 2  | 3  | 7  | 9  | −2 |

| \| Fecha \| Lugar \| Local \| Resultado \| Visitante \| \| ---------------- \| ------------ \| ---------------- \| --------- \| ---------------- \| \| 2 de abril \| La Paz \| The Strongest \| 2:0 \| Grêmio \| \| 3 de abril \| Talcahuano \| Huachipato \| 1:1 \| Estudiantes (LP) \| \| 9 de abril \| Porto Alegre \| Grêmio \| 0:2 \| Huachipato \| \| 9 de abril \| La Plata \| Estudiantes (LP) \| 2:1 \| The Strongest \| \| 23 de abril \| La Plata \| Estudiantes (LP) \| 0:1 \| Grêmio \| \| 24 de abril \| Talcahuano \| Huachipato \| 0:0 \| The Strongest \| \| 9 de mayo \| La Paz \| The Strongest \| 1:0 \| Estudiantes (LP) \| \| 15 de mayo \| La Paz \| The Strongest \| 4:0 \| Huachipato \| \| 29 de mayo \| La Plata \| Estudiantes (LP) \| 3:4 \| Huachipato \| \| 29 de mayo \| Curitiba \| Grêmio \| 4:0 \| The Strongest \| \| 4 de junio[n. 2] \| Talcahuano \| Huachipato \| 0:1 \| Grêmio \| \| 8 de junio[n. 2] \| Curitiba \| Grêmio \| 1:1 \| Estudiantes (LP) \| |              |                  |           |                  |
| Fecha | Lugar        | Local            | Resultado | Visitante        |
| 2 de abril | La Paz       | The Strongest    | 2:0       | Grêmio           |
| 3 de abril | Talcahuano   | Huachipato       | 1:1       | Estudiantes (LP) |
| 9 de abril | Porto Alegre | Grêmio           | 0:2       | Huachipato       |
| 9 de abril | La Plata     | Estudiantes (LP) | 2:1       | The Strongest    |
| 23 de abril | La Plata     | Estudiantes (LP) | 0:1       | Grêmio           |
| 24 de abril | Talcahuano   | Huachipato       | 0:0       | The Strongest    |
| 9 de mayo | La Paz       | The Strongest    | 1:0       | Estudiantes (LP) |
| 15 de mayo | La Paz       | The Strongest    | 4:0       | Huachipato       |
| 29 de mayo | La Plata     | Estudiantes (LP) | 3:4       | Huachipato       |
| 29 de mayo | Curitiba     | Grêmio           | 4:0       | The Strongest    |
| 4 de junio | Talcahuano   | Huachipato       | 0:1       | Grêmio           |
| 8 de junio | Curitiba     | Grêmio           | 1:1       | Estudiantes (LP) |

### Grupo D
| Equipo        | Pts. | PJ | PG | PE | PP | GF | GC | DG |
| ------------- | ---- | -- | -- | -- | -- | -- | -- | -- |
| Junior        | 10   | 6  | 2  | 4  | 0  | 7  | 4  | 3  |
| Botafogo      | 10   | 6  | 3  | 1  | 2  | 7  | 6  | 1  |
| Liga de Quito | 7    | 6  | 2  | 1  | 3  | 6  | 6  | 0  |
| Universitario | 5    | 6  | 1  | 2  | 3  | 5  | 9  | −4 |

| \| Fecha \| Lugar \| Local \| Resultado \| Visitante \| \| ----------- \| -------------- \| ------------- \| --------- \| ------------- \| \| 2 de abril \| Lima \| Universitario \| 2:1 \| Liga de Quito \| \| 3 de abril \| Río de Janeiro \| Botafogo \| 1:3 \| Junior \| \| 9 de abril \| Barranquilla \| Junior \| 1:1 \| Universitario \| \| 11 de abril \| Quito \| Liga de Quito \| 1:0 \| Botafogo \| \| 23 de abril \| Barranquilla \| Junior \| 1:1 \| Liga de Quito \| \| 24 de abril \| Río de Janeiro \| Botafogo \| 3:1 \| Universitario \| \| 7 de mayo \| Lima \| Universitario \| 1:1 \| Junior \| \| 8 de mayo \| Río de Janeiro \| Botafogo \| 2:1 \| Liga de Quito \| \| 14 de mayo \| Quito \| Liga de Quito \| 0:1 \| Junior \| \| 16 de mayo \| Lima \| Universitario \| 0:1 \| Botafogo \| \| 28 de mayo \| Barranquilla \| Junior \| 0:0 \| Botafogo \| \| 28 de mayo \| Quito \| Liga de Quito \| 2:0 \| Universitario \| |                |               |           |               |
| Fecha | Lugar          | Local         | Resultado | Visitante     |
| 2 de abril | Lima           | Universitario | 2:1       | Liga de Quito |
| 3 de abril | Río de Janeiro | Botafogo      | 1:3       | Junior        |
| 9 de abril | Barranquilla   | Junior        | 1:1       | Universitario |
| 11 de abril | Quito          | Liga de Quito | 1:0       | Botafogo      |
| 23 de abril | Barranquilla   | Junior        | 1:1       | Liga de Quito |
| 24 de abril | Río de Janeiro | Botafogo      | 3:1       | Universitario |
| 7 de mayo | Lima           | Universitario | 1:1       | Junior        |
| 8 de mayo | Río de Janeiro | Botafogo      | 2:1       | Liga de Quito |
| 14 de mayo | Quito          | Liga de Quito | 0:1       | Junior        |
| 16 de mayo | Lima           | Universitario | 0:1       | Botafogo      |
| 28 de mayo | Barranquilla   | Junior        | 0:0       | Botafogo      |
| 28 de mayo | Quito          | Liga de Quito | 2:0       | Universitario |

### Grupo E
| Equipo      | Pts. | PJ | PG | PE | PP | GF | GC | DG |
| ----------- | ---- | -- | -- | -- | -- | -- | -- | -- |
| Bolívar     | 13   | 6  | 4  | 1  | 1  | 13 | 9  | 4  |
| Flamengo    | 10   | 6  | 3  | 1  | 2  | 11 | 4  | 7  |
| Palestino   | 7    | 6  | 2  | 1  | 3  | 6  | 11 | −5 |
| Millonarios | 3    | 6  | 0  | 3  | 3  | 6  | 12 | −6 |

| \| Fecha \| Lugar \| Local \| Resultado \| Visitante \| \| ----------- \| -------------- \| ----------- \| --------- \| ----------- \| \| 2 de abril \| Bogotá \| Millonarios \| 1:1 \| Flamengo \| \| 4 de abril \| Rancagua \| Palestino \| 0:4 \| Bolívar \| \| 10 de abril \| Río de Janeiro \| Flamengo \| 2:0 \| Palestino \| \| 11 de abril \| La Paz \| Bolívar \| 3:2 \| Millonarios \| \| 24 de abril \| La Paz \| Bolívar \| 2:1 \| Flamengo \| \| 25 de abril \| Coquimbo \| Palestino \| 3:1 \| Millonarios \| \| 7 de mayo \| Coquimbo \| Palestino \| 1:0 \| Flamengo \| \| 8 de mayo \| Bogotá \| Millonarios \| 1:1 \| Bolívar \| \| 14 de mayo \| Bogotá \| Millonarios \| 1:1 \| Palestino \| \| 15 de mayo \| Río de Janeiro \| Flamengo \| 4:0 \| Bolívar \| \| 28 de mayo \| La Paz \| Bolívar \| 3:1 \| Palestino \| \| 28 de mayo \| Río de Janeiro \| Flamengo \| 3:0 \| Millonarios \| |                |             |           |             |
| Fecha | Lugar          | Local       | Resultado | Visitante   |
| 2 de abril | Bogotá         | Millonarios | 1:1       | Flamengo    |
| 4 de abril | Rancagua       | Palestino   | 0:4       | Bolívar     |
| 10 de abril | Río de Janeiro | Flamengo    | 2:0       | Palestino   |
| 11 de abril | La Paz         | Bolívar     | 3:2       | Millonarios |
| 24 de abril | La Paz         | Bolívar     | 2:1       | Flamengo    |
| 25 de abril | Coquimbo       | Palestino   | 3:1       | Millonarios |
| 7 de mayo | Coquimbo       | Palestino   | 1:0       | Flamengo    |
| 8 de mayo | Bogotá         | Millonarios | 1:1       | Bolívar     |
| 14 de mayo | Bogotá         | Millonarios | 1:1       | Palestino   |
| 15 de mayo | Río de Janeiro | Flamengo    | 4:0       | Bolívar     |
| 28 de mayo | La Paz         | Bolívar     | 3:1       | Palestino   |
| 28 de mayo | Río de Janeiro | Flamengo    | 3:0       | Millonarios |

### Grupo F
| Equipo                  | Pts. | PJ | PG | PE | PP | GF | GC | DG |
| ----------------------- | ---- | -- | -- | -- | -- | -- | -- | -- |
| Palmeiras               | 14   | 6  | 4  | 2  | 0  | 14 | 5  | 9  |
| San Lorenzo             | 8    | 6  | 2  | 2  | 2  | 6  | 6  | 0  |
| Independiente del Valle | 7    | 6  | 2  | 1  | 3  | 8  | 9  | −1 |
| Liverpool               | 4    | 6  | 1  | 1  | 4  | 6  | 14 | −8 |

| \| Fecha \| Lugar \| Local \| Resultado \| Visitante \| \| ----------- \| ------------ \| ----------------------- \| --------- \| ----------------------- \| \| 3 de abril \| Buenos Aires \| San Lorenzo \| 1:1 \| Palmeiras \| \| 4 de abril \| Montevideo \| Liverpool \| 1:1 \| Independiente del Valle \| \| 10 de abril \| Quito \| Independiente del Valle \| 2:0 \| San Lorenzo \| \| 11 de abril \| São Paulo \| Palmeiras \| 3:1 \| Liverpool \| \| 23 de abril \| Montevideo \| Liverpool \| 1:0 \| San Lorenzo \| \| 24 de abril \| Quito \| Independiente del Valle \| 2:3 \| Palmeiras \| \| 9 de mayo \| Buenos Aires \| San Lorenzo \| 2:0 \| Independiente del Valle \| \| 9 de mayo \| Montevideo \| Liverpool \| 0:5 \| Palmeiras \| \| 15 de mayo \| São Paulo \| Palmeiras \| 2:1 \| Independiente del Valle \| \| 16 de mayo \| Buenos Aires \| San Lorenzo \| 3:2 \| Liverpool \| \| 30 de mayo \| Quito \| Independiente del Valle \| 2:1 \| Liverpool \| \| 30 de mayo \| São Paulo \| Palmeiras \| 0:0 \| San Lorenzo \| |              |                         |           |                         |
| Fecha | Lugar        | Local                   | Resultado | Visitante               |
| 3 de abril | Buenos Aires | San Lorenzo             | 1:1       | Palmeiras               |
| 4 de abril | Montevideo   | Liverpool               | 1:1       | Independiente del Valle |
| 10 de abril | Quito        | Independiente del Valle | 2:0       | San Lorenzo             |
| 11 de abril | São Paulo    | Palmeiras               | 3:1       | Liverpool               |
| 23 de abril | Montevideo   | Liverpool               | 1:0       | San Lorenzo             |
| 24 de abril | Quito        | Independiente del Valle | 2:3       | Palmeiras               |
| 9 de mayo | Buenos Aires | San Lorenzo             | 2:0       | Independiente del Valle |
| 9 de mayo | Montevideo   | Liverpool               | 0:5       | Palmeiras               |
| 15 de mayo | São Paulo    | Palmeiras               | 2:1       | Independiente del Valle |
| 16 de mayo | Buenos Aires | San Lorenzo             | 3:2       | Liverpool               |
| 30 de mayo | Quito        | Independiente del Valle | 2:1       | Liverpool               |
| 30 de mayo | São Paulo    | Palmeiras               | 0:0       | San Lorenzo             |

### Grupo G
| Equipo           | Pts. | PJ | PG | PE | PP | GF | GC | DG  |
| ---------------- | ---- | -- | -- | -- | -- | -- | -- | --- |
| Atlético Mineiro | 15   | 6  | 5  | 0  | 1  | 14 | 6  | 8   |
| Peñarol          | 12   | 6  | 4  | 0  | 2  | 12 | 5  | 7   |
| Rosario Central  | 7    | 6  | 2  | 1  | 3  | 8  | 7  | 1   |
| Caracas          | 1    | 6  | 0  | 1  | 5  | 3  | 19 | −16 |

| \| Fecha \| Lugar \| Local \| Resultado \| Visitante \| \| ----------- \| -------------- \| ---------------- \| --------- \| ---------------- \| \| 4 de abril \| Rosario \| Rosario Central \| 1:0 \| Peñarol \| \| 4 de abril \| Caracas \| Caracas \| 1:4 \| Atlético Mineiro \| \| 10 de abril \| Montevideo \| Peñarol \| 5:0 \| Caracas \| \| 10 de abril \| Belo Horizonte \| Atlético Mineiro \| 2:1 \| Rosario Central \| \| 23 de abril \| Caracas \| Caracas \| 1:1 \| Rosario Central \| \| 23 de abril \| Belo Horizonte \| Atlético Mineiro \| 3:2 \| Peñarol \| \| 7 de mayo \| Caracas \| Caracas \| 0:1 \| Peñarol \| \| 7 de mayo \| Rosario \| Rosario Central \| 0:1 \| Atlético Mineiro \| \| 14 de mayo \| Montevideo \| Peñarol \| 2:0 \| Atlético Mineiro \| \| 16 de mayo \| Rosario \| Rosario Central \| 4:1 \| Caracas \| \| 28 de mayo \| Belo Horizonte \| Atlético Mineiro \| 4:0 \| Caracas \| \| 28 de mayo \| Montevideo \| Peñarol \| 2:1 \| Rosario Central \| |                |                  |           |                  |
| Fecha | Lugar          | Local            | Resultado | Visitante        |
| 4 de abril | Rosario        | Rosario Central  | 1:0       | Peñarol          |
| 4 de abril | Caracas        | Caracas          | 1:4       | Atlético Mineiro |
| 10 de abril | Montevideo     | Peñarol          | 5:0       | Caracas          |
| 10 de abril | Belo Horizonte | Atlético Mineiro | 2:1       | Rosario Central  |
| 23 de abril | Caracas        | Caracas          | 1:1       | Rosario Central  |
| 23 de abril | Belo Horizonte | Atlético Mineiro | 3:2       | Peñarol          |
| 7 de mayo | Caracas        | Caracas          | 0:1       | Peñarol          |
| 7 de mayo | Rosario        | Rosario Central  | 0:1       | Atlético Mineiro |
| 14 de mayo | Montevideo     | Peñarol          | 2:0       | Atlético Mineiro |
| 16 de mayo | Rosario        | Rosario Central  | 4:1       | Caracas          |
| 28 de mayo | Belo Horizonte | Atlético Mineiro | 4:0       | Caracas          |
| 28 de mayo | Montevideo     | Peñarol          | 2:1       | Rosario Central  |

### Grupo H
| Equipo            | Pts. | PJ | PG | PE | PP | GF | GC | DG |
| ----------------- | ---- | -- | -- | -- | -- | -- | -- | -- |
| River Plate       | 16   | 6  | 5  | 1  | 0  | 12 | 3  | 9  |
| Nacional          | 10   | 6  | 3  | 1  | 2  | 8  | 7  | 1  |
| Libertad          | 7    | 6  | 2  | 1  | 3  | 7  | 8  | −1 |
| Deportivo Táchira | 1    | 6  | 0  | 1  | 5  | 2  | 11 | −9 |

| \| Fecha \| Lugar \| Local \| Resultado \| Visitante \| \| ----------- \| ------------- \| ----------------- \| --------- \| ----------------- \| \| 2 de abril \| San Cristóbal \| Deportivo Táchira \| 0:2 \| River Plate \| \| 3 de abril \| Montevideo \| Nacional \| 2:0 \| Libertad \| \| 9 de abril \| Asunción \| Libertad \| 3:0 \| Deportivo Táchira \| \| 11 de abril \| Buenos Aires \| River Plate \| 2:0 \| Nacional \| \| 24 de abril \| Montevideo \| Nacional \| 2:1 \| Deportivo Táchira \| \| 24 de abril \| Asunción \| Libertad \| 1:2 \| River Plate \| \| 7 de mayo \| Montevideo \| Nacional \| 2:2 \| River Plate \| \| 7 de mayo \| San Cristóbal \| Deportivo Táchira \| 1:1 \| Libertad \| \| 14 de mayo \| Buenos Aires \| River Plate \| 2:0 \| Libertad \| \| 15 de mayo \| San Cristóbal \| Deportivo Táchira \| 0:1 \| Nacional \| \| 30 de mayo \| Asunción \| Libertad \| 2:1 \| Nacional \| \| 30 de mayo \| Buenos Aires \| River Plate \| 2:0 \| Deportivo Táchira \| |               |                   |           |                   |
| Fecha | Lugar         | Local             | Resultado | Visitante         |
| 2 de abril | San Cristóbal | Deportivo Táchira | 0:2       | River Plate       |
| 3 de abril | Montevideo    | Nacional          | 2:0       | Libertad          |
| 9 de abril | Asunción      | Libertad          | 3:0       | Deportivo Táchira |
| 11 de abril | Buenos Aires  | River Plate       | 2:0       | Nacional          |
| 24 de abril | Montevideo    | Nacional          | 2:1       | Deportivo Táchira |
| 24 de abril | Asunción      | Libertad          | 1:2       | River Plate       |
| 7 de mayo | Montevideo    | Nacional          | 2:2       | River Plate       |
| 7 de mayo | San Cristóbal | Deportivo Táchira | 1:1       | Libertad          |
| 14 de mayo | Buenos Aires  | River Plate       | 2:0       | Libertad          |
| 15 de mayo | San Cristóbal | Deportivo Táchira | 0:1       | Nacional          |
| 30 de mayo | Asunción      | Libertad          | 2:1       | Nacional          |
| 30 de mayo | Buenos Aires  | River Plate       | 2:0       | Deportivo Táchira |

## Equipos transferidos a la Copa Sudamericana 2024
Los cuatro perdedores de la fase 3 son transferidos a la fase de grupos de la Copa Sudamericana 2024 y los ocho terceros de la fase de grupos serán transferidos a los play-off de octavos de final del mismo torneo.
| Equipo                  | Procedencia |
| ----------------------- | ----------- |
| Bragantino              | Fase 3      |
| Nacional                | Fase 3      |
| Always Ready            | Fase 3      |
| Sportivo Trinidense     | Fase 3      |
| Cerro Porteño           | Grupo A     |
| Barcelona               | Grupo B     |
| Huachipato              | Grupo C     |
| Liga de Quito           | Grupo D     |
| Palestino               | Grupo E     |
| Independiente del Valle | Grupo F     |
| Rosario Central         | Grupo G     |
| Libertad                | Grupo H     |

## Fases finales
Las fases finales estarán compuestas por cuatro etapas: octavos, cuartos, semifinales y final. Se disputarán por eliminación directa, en partidos de ida y vuelta con excepción de la final que se jugará a partido único. A partir de esta edición no se tendrá en cuenta el gol de visitante como método de desempate.
A los fines de establecer las llaves de la primera etapa, los dieciséis equipos serán ordenados en dos tablas, una con los clasificados como primeros (numerados del 1 al 8 de acuerdo con su desempeño en la fase de grupos, determinada según los criterios de clasificación), y otra con aquellos clasificados como segundos (numerados del 9 al 16, con el mismo criterio), enfrentándose en octavos de final un equipo de los que terminó en la primera posición contra uno de los que ocupó la segunda posición.

### Tabla de primeros
| N.º | Equipo           | Pts. | PJ | PG | PE | PP | GF | GC | DG |
| --- | ---------------- | ---- | -- | -- | -- | -- | -- | -- | -- |
| 1   | River Plate      | 16   | 6  | 5  | 1  | 0  | 12 | 3  | 9  |
| 2   | Atlético Mineiro | 15   | 6  | 5  | 0  | 1  | 14 | 6  | 8  |
| 3   | Palmeiras        | 14   | 6  | 4  | 2  | 0  | 14 | 5  | 9  |
| 4   | Fluminense       | 14   | 6  | 4  | 2  | 0  | 9  | 5  | 4  |
| 5   | São Paulo        | 13   | 6  | 4  | 1  | 1  | 10 | 3  | 7  |
| 6   | Bolívar          | 13   | 6  | 4  | 1  | 1  | 13 | 9  | 4  |
| 7   | Junior           | 10   | 6  | 2  | 4  | 0  | 7  | 4  | 3  |
| 8   | The Strongest    | 10   | 6  | 3  | 1  | 2  | 8  | 6  | 2  |

### Tabla de segundos
| N.º | Equipo       | Pts. | PJ | PG | PE | PP | GF | GC | DG |
| --- | ------------ | ---- | -- | -- | -- | -- | -- | -- | -- |
| 9   | Talleres (C) | 13   | 6  | 4  | 1  | 1  | 10 | 6  | 4  |
| 10  | Peñarol      | 12   | 6  | 4  | 0  | 2  | 12 | 5  | 7  |
| 11  | Flamengo     | 10   | 6  | 3  | 1  | 2  | 11 | 4  | 7  |
| 12  | Grêmio       | 10   | 6  | 3  | 1  | 2  | 7  | 5  | 2  |
| 13  | Nacional     | 10   | 6  | 3  | 1  | 2  | 8  | 7  | 1  |
| 14  | Botafogo     | 10   | 6  | 3  | 1  | 2  | 7  | 6  | 1  |
| 15  | San Lorenzo  | 8    | 6  | 2  | 2  | 2  | 6  | 6  | 0  |
| 16  | Colo-Colo    | 6    | 6  | 1  | 3  | 2  | 4  | 5  | −1 |

### Cuadro de desarrollo
|  | Octavos de final   | Octavos de final   | Octavos de final   | Octavos de final   | Octavos de final   |   |       | Cuartos de final       | Cuartos de final       | Cuartos de final       | Cuartos de final       | Cuartos de final       |  |    | Semifinales         | Semifinales         | Semifinales         | Semifinales         | Semifinales         |  |                  | Final            | Final           | Final           |  |
|  | 13 al 22 de agosto | 13 al 22 de agosto | 13 al 22 de agosto | 13 al 22 de agosto | 13 al 22 de agosto |   |       | 17 al 26 de septiembre | 17 al 26 de septiembre | 17 al 26 de septiembre | 17 al 26 de septiembre | 17 al 26 de septiembre |  |    | 22 al 30 de octubre | 22 al 30 de octubre | 22 al 30 de octubre | 22 al 30 de octubre | 22 al 30 de octubre |  |                  | 30 de noviembre  | 30 de noviembre | 30 de noviembre |  |
|  |                    |                    |                    |                    |                    |   |       |                        |                        |                        |                        |                        |  |    |                     |                     |                     |                     |                     |  |                  |                  |                 |                 |  |
|  |                    |                    |                    |                    |                    |   |       |                        |                        |                        |                        |                        |  |    |                     |                     |                     |                     |                     |  |                  |                  |                 |                 |  |
|  | 1                  | River Plate        | 1                  | 2                  | 3                  |   |       |                        |                        |                        |                        |                        |  |    |                     |                     |                     |                     |                     |  |                  |                  |                 |                 |  |
|  | 1                  | River Plate        | 1                  | 2                  | 3                  |   |       |                        |                        |                        |                        |                        |  |    |                     |                     |                     |                     |                     |  |                  |                  |                 |                 |  |
|  | 9                  | Talleres (C)       | 0                  | 1                  | 1                  |   |       |                        |                        |                        |                        |                        |  |    |                     |                     |                     |                     |                     |  |                  |                  |                 |                 |  |
|  | 9                  | Talleres (C)       | 0                  | 1                  | 1                  |   | 1     | River Plate            | 1                      | 1                      | 2                      |                        |  |    |                     |                     |                     |                     |                     |  |                  |                  |                 |                 |  |
|  |                    |                    |                    |                    |                    |   | 1     | River Plate            | 1                      | 1                      | 2                      |                        |  |    |                     |                     |                     |                     |                     |  |                  |                  |                 |                 |  |
|  |                    |                    | 16                 | Colo-Colo          | 1                  | 0 | 1     |                        |                        |                        |                        |                        |  |    |                     |                     |                     |                     |                     |  |                  |                  |                 |                 |  |
|  | 7                  | Junior             | 16                 | Colo-Colo          | 1                  | 0 | 1     | 0                      | 1                      | 1                      |                        |                        |  |    |                     |                     |                     |                     |                     |  |                  |                  |                 |                 |  |
|  | 7                  | Junior             |                    |                    |                    |   |       |                        |                        | 1                      |                        |                        |  |    |                     |                     |                     |                     |                     |  |                  |                  |                 |                 |  |
|  | 16                 | Colo-Colo          | 1                  | 2                  | 3                  |   |       |                        |                        |                        |                        |                        |  |    |                     |                     |                     |                     |                     |  |                  |                  |                 |                 |  |
|  | 16                 | Colo-Colo          | 1                  | 2                  | 3                  |   |       |                        |                        |                        |                        |                        |  | 1  | River Plate         | 0                   | 0                   | 0                   |                     |  |                  |                  |                 |                 |  |
|  |                    |                    |                    |                    |                    |   |       |                        |                        |                        |                        |                        |  | 1  | River Plate         | 0                   | 0                   | 0                   |                     |  |                  |                  |                 |                 |  |
|  |                    |                    | 2                  | Atlético Mineiro   | 3                  | 0 | 3     |                        |                        |                        |                        |                        |  |    |                     |                     |                     |                     |                     |  |                  |                  |                 |                 |  |
|  | 2                  | Atlético Mineiro   | 2                  | Atlético Mineiro   | 3                  | 0 | 3     | 1                      | 1                      | 2                      |                        |                        |  |    |                     |                     |                     |                     |                     |  |                  |                  |                 |                 |  |
|  | 2                  | Atlético Mineiro   |                    |                    |                    |   |       |                        |                        | 2                      |                        |                        |  |    |                     |                     |                     |                     |                     |  |                  |                  |                 |                 |  |
|  | 15                 | San Lorenzo        | 1                  | 0                  | 1                  |   |       |                        |                        |                        |                        |                        |  |    |                     |                     |                     |                     |                     |  |                  |                  |                 |                 |  |
|  | 15                 | San Lorenzo        | 1                  | 0                  | 1                  |   | 2     | Atlético Mineiro       | 0                      | 2                      | 2                      |                        |  |    |                     |                     |                     |                     |                     |  |                  |                  |                 |                 |  |
|  |                    |                    |                    |                    |                    |   | 2     | Atlético Mineiro       | 0                      | 2                      | 2                      |                        |  |    |                     |                     |                     |                     |                     |  |                  |                  |                 |                 |  |
|  |                    |                    | 4                  | Fluminense         | 1                  | 0 | 1     |                        |                        |                        |                        |                        |  |    |                     |                     |                     |                     |                     |  |                  |                  |                 |                 |  |
|  | 4                  | Fluminense         | 4                  | Fluminense         | 1                  | 0 | 1     | 1                      | 2                      | 3 (4)                  |                        |                        |  |    |                     |                     |                     |                     |                     |  |                  |                  |                 |                 |  |
|  | 4                  | Fluminense         |                    |                    |                    |   |       |                        |                        | 3 (4)                  |                        |                        |  |    |                     |                     |                     |                     |                     |  |                  |                  |                 |                 |  |
|  | 12                 | Grêmio             | 2                  | 1                  | 3 (2)              |   |       |                        |                        |                        |                        |                        |  |    |                     |                     |                     |                     |                     |  |                  |                  |                 |                 |  |
|  | 12                 | Grêmio             | 2                  | 1                  | 3 (2)              |   |       |                        |                        |                        |                        |                        |  |    |                     |                     |                     |                     |                     |  | Atlético Mineiro | Atlético Mineiro | 1               |                 |  |
|  |                    |                    |                    |                    |                    |   |       |                        |                        |                        |                        |                        |  |    |                     |                     |                     |                     |                     |  | Atlético Mineiro | Atlético Mineiro | 1               |                 |  |
|  |                    |                    | Botafogo           | Botafogo           | 3                  |   |       |                        |                        |                        |                        |                        |  |    |                     |                     |                     |                     |                     |  |                  |                  |                 |                 |  |
|  | 8                  | The Strongest      | Botafogo           | Botafogo           | 3                  | 0 | 1     | 1                      |                        |                        |                        |                        |  |    |                     |                     |                     |                     |                     |  |                  |                  |                 |                 |  |
|  | 8                  | The Strongest      |                    |                    |                    |   |       |                        |                        |                        |                        |                        |  |    |                     |                     |                     |                     |                     |  |                  |                  |                 |                 |  |
|  | 10                 | Peñarol            | 4                  | 0                  | 4                  |   |       |                        |                        |                        |                        |                        |  |    |                     |                     |                     |                     |                     |  |                  |                  |                 |                 |  |
|  | 10                 | Peñarol            | 4                  | 0                  | 4                  |   | 10    | Peñarol                | 1                      | 0                      | 1                      |                        |  |    |                     |                     |                     |                     |                     |  |                  |                  |                 |                 |  |
|  |                    |                    |                    |                    |                    |   | 10    | Peñarol                | 1                      | 0                      | 1                      |                        |  |    |                     |                     |                     |                     |                     |  |                  |                  |                 |                 |  |
|  |                    |                    | 11                 | Flamengo           | 0                  | 0 | 0     |                        |                        |                        |                        |                        |  |    |                     |                     |                     |                     |                     |  |                  |                  |                 |                 |  |
|  | 6                  | Bolívar            | 11                 | Flamengo           | 0                  | 0 | 0     | 0                      | 1                      | 1                      |                        |                        |  |    |                     |                     |                     |                     |                     |  |                  |                  |                 |                 |  |
|  | 6                  | Bolívar            |                    |                    |                    |   |       |                        |                        | 1                      |                        |                        |  |    |                     |                     |                     |                     |                     |  |                  |                  |                 |                 |  |
|  | 11                 | Flamengo           | 2                  | 0                  | 2                  |   |       |                        |                        |                        |                        |                        |  |    |                     |                     |                     |                     |                     |  |                  |                  |                 |                 |  |
|  | 11                 | Flamengo           | 2                  | 0                  | 2                  |   |       |                        |                        |                        |                        |                        |  | 10 | Peñarol             | 0                   | 3                   | 3                   |                     |  |                  |                  |                 |                 |  |
|  |                    |                    |                    |                    |                    |   |       |                        |                        |                        |                        |                        |  | 10 | Peñarol             | 0                   | 3                   | 3                   |                     |  |                  |                  |                 |                 |  |
|  |                    |                    | 14                 | Botafogo           | 5                  | 1 | 6     |                        |                        |                        |                        |                        |  |    |                     |                     |                     |                     |                     |  |                  |                  |                 |                 |  |
|  | 5                  | São Paulo          | 14                 | Botafogo           | 5                  | 1 | 6     | 0                      | 2                      | 2                      |                        |                        |  |    |                     |                     |                     |                     |                     |  |                  |                  |                 |                 |  |
|  | 5                  | São Paulo          |                    |                    |                    |   |       |                        |                        | 2                      |                        |                        |  |    |                     |                     |                     |                     |                     |  |                  |                  |                 |                 |  |
|  | 13                 | Nacional           | 0                  | 0                  | 0                  |   |       |                        |                        |                        |                        |                        |  |    |                     |                     |                     |                     |                     |  |                  |                  |                 |                 |  |
|  | 13                 | Nacional           | 0                  | 0                  | 0                  |   | 5     | São Paulo              | 0                      | 1                      | 1 (4)                  |                        |  |    |                     |                     |                     |                     |                     |  |                  |                  |                 |                 |  |
|  |                    |                    |                    |                    |                    |   | 5     | São Paulo              | 0                      | 1                      | 1 (4)                  |                        |  |    |                     |                     |                     |                     |                     |  |                  |                  |                 |                 |  |
|  |                    |                    | 14                 | Botafogo           | 0                  | 1 | 1 (5) |                        |                        |                        |                        |                        |  |    |                     |                     |                     |                     |                     |  |                  |                  |                 |                 |  |
|  | 3                  | Palmeiras          | 14                 | Botafogo           | 0                  | 1 | 1 (5) | 1                      | 2                      | 3                      |                        |                        |  |    |                     |                     |                     |                     |                     |  |                  |                  |                 |                 |  |
|  | 3                  | Palmeiras          |                    |                    |                    |   |       |                        |                        | 3                      |                        |                        |  |    |                     |                     |                     |                     |                     |  |                  |                  |                 |                 |  |
|  | 14                 | Botafogo           | 2                  | 2                  | 4                  |   |       |                        |                        |                        |                        |                        |  |    |                     |                     |                     |                     |                     |  |                  |                  |                 |                 |  |
|  | 14                 | Botafogo           | 2                  | 2                  | 4                  |   |       |                        |                        |                        |                        |                        |  |    |                     |                     |                     |                     |                     |  |                  |                  |                 |                 |  |
|  |                    |                    |                    |                    |                    |   |       |                        |                        |                        |                        |                        |  |    |                     |                     |                     |                     |                     |  |                  |                  |                 |                 |  |

Nota: En las series a dos partidos, el equipo con el menor número de orden es el que define como local.

### Octavos de final
| 13 de agosto, 19:00 (UTC-3) | Grêmio                   | 2:1 (0:0) | Fluminense | Estadio Couto Pereira, Curitiba                                              |                                                                              |
|                             | Reinaldo 74' (pen.), 77' | Reporte   | Lima 58'   | Asistencia: 18 645 espectadores Árbitro(s): Darío Herrera VAR: Silvio Trucco | Asistencia: 18 645 espectadores Árbitro(s): Darío Herrera VAR: Silvio Trucco |

| 20 de agosto, 19:00 (UTC-3) | Fluminense                                         | 2:1 (2:0) (4:2 p.)         | Grêmio                                   | Estadio Maracaná, Río de Janeiro                                                   |                                                                                    |
|                             | Thiago Silva 14' · Arias 28' (pen.)                | Reporte                    | Gustavo Nunes 76'                        | Asistencia: 46 757 espectadores Árbitro(s): Andrés Matonte VAR: Christian Ferreyra | Asistencia: 46 757 espectadores Árbitro(s): Andrés Matonte VAR: Christian Ferreyra |
|                             |                                                    | Tiros desde el punto penal |                                          |                                                                                    |                                                                                    |
|                             | Ganso · Thiago Silva · John Kennedy · Lima · Arias |                            | Reinaldo · Nathan · Monsalve · Cristaldo |                                                                                    |                                                                                    |

| 13 de agosto, 20:30 (UTC-4) | Colo-Colo   | 1:0 (0:0) | Junior | Estadio Monumental, Santiago                                                   |                                                                                |
|                             | Pizarro 76' | Reporte   |        | Asistencia: 39 048 espectadores Árbitro(s): Wilton Sampaio VAR: Rodolpho Toski | Asistencia: 39 048 espectadores Árbitro(s): Wilton Sampaio VAR: Rodolpho Toski |

| 20 de agosto, 19:30 (UTC-5) | Junior      | 1:2 (1:1) | Colo-Colo               | Estadio Metropolitano, Barranquilla               |                                                   |
|                             | Bacca 45+1' | Reporte   | Cepeda 43' · Falcón 74' | Árbitro(s): Anderson Daronco VAR: Igor Benevenuto | Árbitro(s): Anderson Daronco VAR: Igor Benevenuto |

| 13 de agosto, 21:30 (UTC-3) | San Lorenzo | 1:1 (1:0) | Atlético Mineiro | Estadio Pedro Bidegain, Buenos Aires                                         |                                                                              |
|                             | Cuello 17'  | Reporte   | Paulinho 58'     | Asistencia: 18 108 espectadores Árbitro(s): Gustavo Tejera VAR: Andrés Cunha | Asistencia: 18 108 espectadores Árbitro(s): Gustavo Tejera VAR: Andrés Cunha |

| 20 de agosto, 21:30 (UTC-3) | Atlético Mineiro | 1:0 (0:0) | San Lorenzo | Arena MRV, Belo Horizonte                    |                                              |
|                             | Battaglia 65'    | Reporte   |             | Árbitro(s): Felipe González VAR: José Cabero | Árbitro(s): Felipe González VAR: José Cabero |

| 14 de agosto, 19:00 (UTC-3) | Peñarol                                             | 4:0 (3:0) | The Strongest | Estadio Campeón del Siglo, Montevideo                                       |                                                                             |
|                             | Fernández 9' · Silvera 16' · Báez 36' · Batista 72' | Reporte   |               | Asistencia: 32 235 espectadores Árbitro(s): Raphael Claus VAR: Daniel Nobre | Asistencia: 32 235 espectadores Árbitro(s): Raphael Claus VAR: Daniel Nobre |

| 21 de agosto, 18:00 (UTC-4) | The Strongest       | 1:0 (1:0) | Peñarol | Estadio Hernando Siles, La Paz                     |                                                    |
|                             | Triveiro 44' (pen.) | Reporte   |         | Árbitro(s): Cristián Garay VAR: Francisco Gilabert | Árbitro(s): Cristián Garay VAR: Francisco Gilabert |

| 14 de agosto, 21:30 (UTC-3) | Talleres (C) | 0:1 (0:0) | River Plate | Estadio Mario Alberto Kempes, Córdoba                                      |                                                                            |
|                             |              | Reporte   | P. Díaz 86' | Asistencia: 38 734 espectadores Árbitro(s): Andrés Rojas VAR: Jhon Perdomo | Asistencia: 38 734 espectadores Árbitro(s): Andrés Rojas VAR: Jhon Perdomo |

| 21 de agosto, 21:30 (UTC-3) | River Plate           | 2:1 (1:0) | Talleres (C) | Estadio Monumental, Buenos Aires                |                                                 |
|                             | Borja 34' · Simón 50' | Reporte   | Girotti 69'  | Árbitro(s): Gustavo Tejera VAR: Leodán González | Árbitro(s): Gustavo Tejera VAR: Leodán González |

| 14 de agosto, 21:30 (UTC-3) | Botafogo                           | 2:1 (2:1) | Palmeiras    | Estadio Nilton Santos, Río de Janeiro                                                |                                                                                      |
|                             | Luiz Henrique 22' · Igor Jesus 39' | Reporte   | Maurício 33' | Asistencia: 38 848 espectadores Árbitro(s): Esteban Ostojich VAR: Christian Ferreyra | Asistencia: 38 848 espectadores Árbitro(s): Esteban Ostojich VAR: Christian Ferreyra |

| 21 de agosto, 21:30 (UTC-3) | Palmeiras            | 2:2 (0:0) | Botafogo                      | Allianz Parque, São Paulo                                                    |                                                                              |
|                             | López 86' · Rony 90' | Reporte   | Igor Jesus 56' · Savarino 64' | Asistencia: 40 269 espectadores Árbitro(s): Facundo Tello VAR: Silvio Trucco | Asistencia: 40 269 espectadores Árbitro(s): Facundo Tello VAR: Silvio Trucco |

| 15 de agosto, 19:00 (UTC-3) | Nacional | 0:0     | São Paulo | Estadio Gran Parque Central, Montevideo                                     |                                                                             |
|                             |          | Reporte |           | Asistencia: 31 102 espectadores Árbitro(s): Facundo Tello VAR: Jorge Baliño | Asistencia: 31 102 espectadores Árbitro(s): Facundo Tello VAR: Jorge Baliño |

| 22 de agosto, 19:00 (UTC-3) | São Paulo                   | 2:0 (1:0) | Nacional | Estadio Morumbi, São Paulo                                                |                                                                           |
|                             | Bobadilla 31' · Calleri 47' | Reporte   |          | Asistencia: 60 032 espectadores Árbitro(s): Jhon Ospina VAR: Jhon Perdomo | Asistencia: 60 032 espectadores Árbitro(s): Jhon Ospina VAR: Jhon Perdomo |

| 15 de agosto, 21:30 (UTC-3) | Flamengo                          | 2:0 (1:0) | Bolívar | Estadio Maracaná, Río de Janeiro                                         |                                                                          |
|                             | Luiz Araújo 29' · Léo Pereira 89' | Reporte   |         | Asistencia: 65 381 espectadores Árbitro(s): Wilmar Roldán VAR: Juan Lara | Asistencia: 65 381 espectadores Árbitro(s): Wilmar Roldán VAR: Juan Lara |

| 22 de agosto, 20:30 (UTC-4) | Bolívar         | 1:0 (0:0) | Flamengo | Estadio Hernando Siles, La Paz                                                    |                                                                                   |
|                             | Bruno Sávio 57' | Reporte   |          | Asistencia: 29 168 espectadores Árbitro(s): Yael Falcón Pérez VAR: Mauro Vigliano | Asistencia: 29 168 espectadores Árbitro(s): Yael Falcón Pérez VAR: Mauro Vigliano |

### Cuartos de final
| 18 de septiembre, 19:00 (UTC-3) | Fluminense | 1:0 (0:0) | Atlético Mineiro | Estadio Maracaná, Río de Janeiro                                             |                                                                              |
|                                 | Lima 87'   | Reporte   |                  | Asistencia: 54 140 espectadores Árbitro(s): Facundo Tello VAR: Silvio Trucco | Asistencia: 54 140 espectadores Árbitro(s): Facundo Tello VAR: Silvio Trucco |

| 25 de septiembre, 19:00 (UTC-3) | Atlético Mineiro   | 2:0 (0:0) | Fluminense | Arena MRV, Belo Horizonte                                                   |                                                                             |
|                                 | Deyverson 50', 88' | Reporte   |            | Asistencia: 43 659 espectadores Árbitro(s): Wilmar Roldán VAR: Jhon Perdomo | Asistencia: 43 659 espectadores Árbitro(s): Wilmar Roldán VAR: Jhon Perdomo |

| 18 de septiembre, 21:30 (UTC-3) | Botafogo | 0:0     | São Paulo | Estadio Nilton Santos, Río de Janeiro                                             |                                                                                   |
|                                 |          | Reporte |           | Asistencia: 40 089 espectadores Árbitro(s): Esteban Ostojich VAR: Leodán González | Asistencia: 40 089 espectadores Árbitro(s): Esteban Ostojich VAR: Leodán González |

| 25 de septiembre, 21:30 (UTC-3) | São Paulo                                                                       | 1:1 (0:1) (4:5 p.)         | Botafogo                                                         | Estadio Morumbi, São Paulo                                                    |                                                                               |
|                                 | Calleri 87'                                                                     | Reporte                    | Almada 15'                                                       | Asistencia: 61 329 espectadores Árbitro(s): Darío Herrera VAR: Mauro Vigliano | Asistencia: 61 329 espectadores Árbitro(s): Darío Herrera VAR: Mauro Vigliano |
|                                 |                                                                                 | Tiros desde el punto penal |                                                                  |                                                                               |                                                                               |
|                                 | Calleri · Luiz Gustavo · Lucas Moura · Igor Vinícius · Luciano · Rodrigo Nestor |                            | Tchê Tchê · Danilo · Marçal · Vitinho · Almada · Matheus Martins |                                                                               |                                                                               |

| 19 de septiembre, 19:00 (UTC-3) | Flamengo | 0:1 (0:1) | Peñarol     | Estadio Maracaná, Río de Janeiro                                            |                                                                             |
|                                 |          | Reporte   | Cabrera 13' | Asistencia: 64 396 espectadores Árbitro(s): Jesús Valenzuela VAR: Juan Soto | Asistencia: 64 396 espectadores Árbitro(s): Jesús Valenzuela VAR: Juan Soto |

| 26 de septiembre, 19:00 (UTC-3) | Peñarol | 0:0     | Flamengo | Estadio Campeón del Siglo, Montevideo                                        |                                                                              |
|                                 |         | Reporte |          | Asistencia: 38 114 espectadores Árbitro(s): Facundo Tello VAR: Silvio Trucco | Asistencia: 38 114 espectadores Árbitro(s): Facundo Tello VAR: Silvio Trucco |

| 17 de septiembre, 20:30 (UTC-4) | Colo-Colo    | 1:1 (0:1) | River Plate  | Estadio Monumental, Santiago                                                  |                                                                               |
|                                 | Palacios 61' | Reporte   | Pezzella 43' | Asistencia: 40 885 espectadores Árbitro(s): Raphael Claus VAR: Rodolpho Toski | Asistencia: 40 885 espectadores Árbitro(s): Raphael Claus VAR: Rodolpho Toski |

| 24 de septiembre, 21:30 (UTC-3) | River Plate | 1:0 (1:0) | Colo-Colo | Estadio Monumental, Buenos Aires                                                |                                                                                 |
|                                 | Colidio 16' | Reporte   |           | Asistencia: 67 195 espectadores Árbitro(s): Andrés Matonte VAR: Leodán González | Asistencia: 67 195 espectadores Árbitro(s): Andrés Matonte VAR: Leodán González |

### Semifinales
| 22 de octubre, 21:30 (UTC-3) | Atlético Mineiro                  | 3:0 (1:0) | River Plate | Arena MRV, Belo Horizonte                                                   |                                                                             |
|                              | Deyverson 22', 70' · Paulinho 74' | Reporte   |             | Asistencia: 44 870 espectadores Árbitro(s): Jesús Valenzuela VAR: Juan Lara | Asistencia: 44 870 espectadores Árbitro(s): Jesús Valenzuela VAR: Juan Lara |

| 29 de octubre, 21:30 (UTC-3) | River Plate | 0:0     | Atlético Mineiro | Estadio Monumental, Buenos Aires                                           |                                                                            |
|                              |             | Reporte |                  | Asistencia: 64 454 espectadores Árbitro(s): Wilmar Roldán VAR: Carlos Orbe | Asistencia: 64 454 espectadores Árbitro(s): Wilmar Roldán VAR: Carlos Orbe |

| 23 de octubre, 21:30 (UTC-3) | Botafogo                                                             | 5:0 (0:0) | Peñarol | Estadio Nilton Santos, Río de Janeiro                                     |                                                                           |
|                              | Savarino 51', 59' · Barboza 55' · Luiz Henrique 73' · Igor Jesus 79' | Reporte   |         | Asistencia: 42 982 espectadores Árbitro(s): Andrés Rojas VAR: Yadir Acuña | Asistencia: 42 982 espectadores Árbitro(s): Andrés Rojas VAR: Yadir Acuña |

| 30 de octubre, 21:30 (UTC-3) | Peñarol                     | 3:1 (1:0) | Botafogo   | Estadio Centenario, Montevideo                                          |                                                                         |
|                              | Báez 31', 66' · Batista 89' | Reporte   | Almada 88' | Asistencia: 33 034 espectadores Árbitro(s): Piero Maza VAR: José Cabero | Asistencia: 33 034 espectadores Árbitro(s): Piero Maza VAR: José Cabero |

### Final
| 30 de noviembre, 17:00 (UTC-3) | Atlético Mineiro | 1:3 (0:2) | Botafogo                                                         | Estadio Monumental, Buenos Aires                                              |                                                                               |
|                                | Vargas 47'       | Reporte   | Luiz Henrique 35' · Alex Telles 44' (pen.) · Júnior Santos 90+7' | Asistencia: 69 803 espectadores Árbitro(s): Facundo Tello VAR: Mauro Vigliano | Asistencia: 69 803 espectadores Árbitro(s): Facundo Tello VAR: Mauro Vigliano |

|                              |
| Bandera de Brasil            |
| Campeón Botafogo 1.er título |

## Estadísticas y premios

### Mejor jugador
| Jugador       | Club     |
| ------------- | -------- |
| Luiz Henrique | Botafogo |

### Goleadores
| Jugador             | Club             | Goles | Part. |
| ------------------- | ---------------- | ----- | ----- |
| Júnior Santos       | Botafogo         | 10    | 11    |
| Paulinho            | Atlético Mineiro | 7     | 12    |
| Miguel Borja        | River Plate      | 6     | 11    |
| Maximiliano Silvera | Peñarol          | 6     | 12    |
| Francisco da Costa  | Bolívar          | 5     | 6     |
| Pedro               | Flamengo         | 5     | 6     |
| Jonathan Calleri    | São Paulo        | 5     | 8     |

### Asistentes
| Jugador            | Club             | Asistencias |
| ------------------ | ---------------- | ----------- |
| Leonardo Fernández | Peñarol          | 6           |
| Hulk               | Atlético Mineiro | 5           |
| Rony               | Palmeiras        | 4           |
| Gustavo Scarpa     | Atlético Mineiro | 4           |
| Tiquinho Soares    | Botafogo         | 4           |

### Equipo ideal
| Equipo Ideal 2024 | Equipo Ideal 2024  | Equipo Ideal 2024 |
| Pos.              | Futbolista         | Equipo            |
| ----------------- | ------------------ | ----------------- |
| Guardameta        | John               | Botafogo          |
| Defensa           | Fabricio Bustos    | River Plate       |
| Defensa           | Rodrigo Battaglia  | Atlético Mineiro  |
| Defensa           | Alexander Barboza  | Botafogo          |
| Defensa           | Alex Telles        | Botafogo          |
| Centrocampista    | Marlon Freitas     | Botafogo          |
| Centrocampista    | Jefferson Savarino | Botafogo          |
| Centrocampista    | Leonardo Fernández | Peñarol           |
| Delantero         | Luiz Henrique      | Botafogo          |
| Delantero         | Igor Jesus         | Botafogo          |
| Delantero         | Thiago Almada      | Botafogo          |